# Ranunculus palmatifidus
Ranunculus palmatifidus är en ranunkelväxtart som beskrevs av H. Riedl. Ranunculus palmatifidus ingår i släktet ranunkler, och familjen ranunkelväxter. Inga underarter finns listade i Catalogue of Life.